# Adelastes hylonomos
Adelastes hylonomos is een kikker uit de familie smalbekkikkers (Microhylidae). Adelastes hylonomos werd voor het eerst wetenschappelijk gepubliceerd en beschreven door Richard George Zweifel in 1986 in een artikel van American Museum Novitates. De kikker is de enige soort uit het monotypische geslacht Adelastes en tevens de enige vertegenwoordiger van de onderfamilie Adelastinae.
De soort komt voor in delen van Zuid-Amerika en leeft endemisch in Venezuela. Over de levenswijze en biologie van deze in 1986 beschreven soort is vrijwel niets bekend.